# Arthroplea congener
Espèce

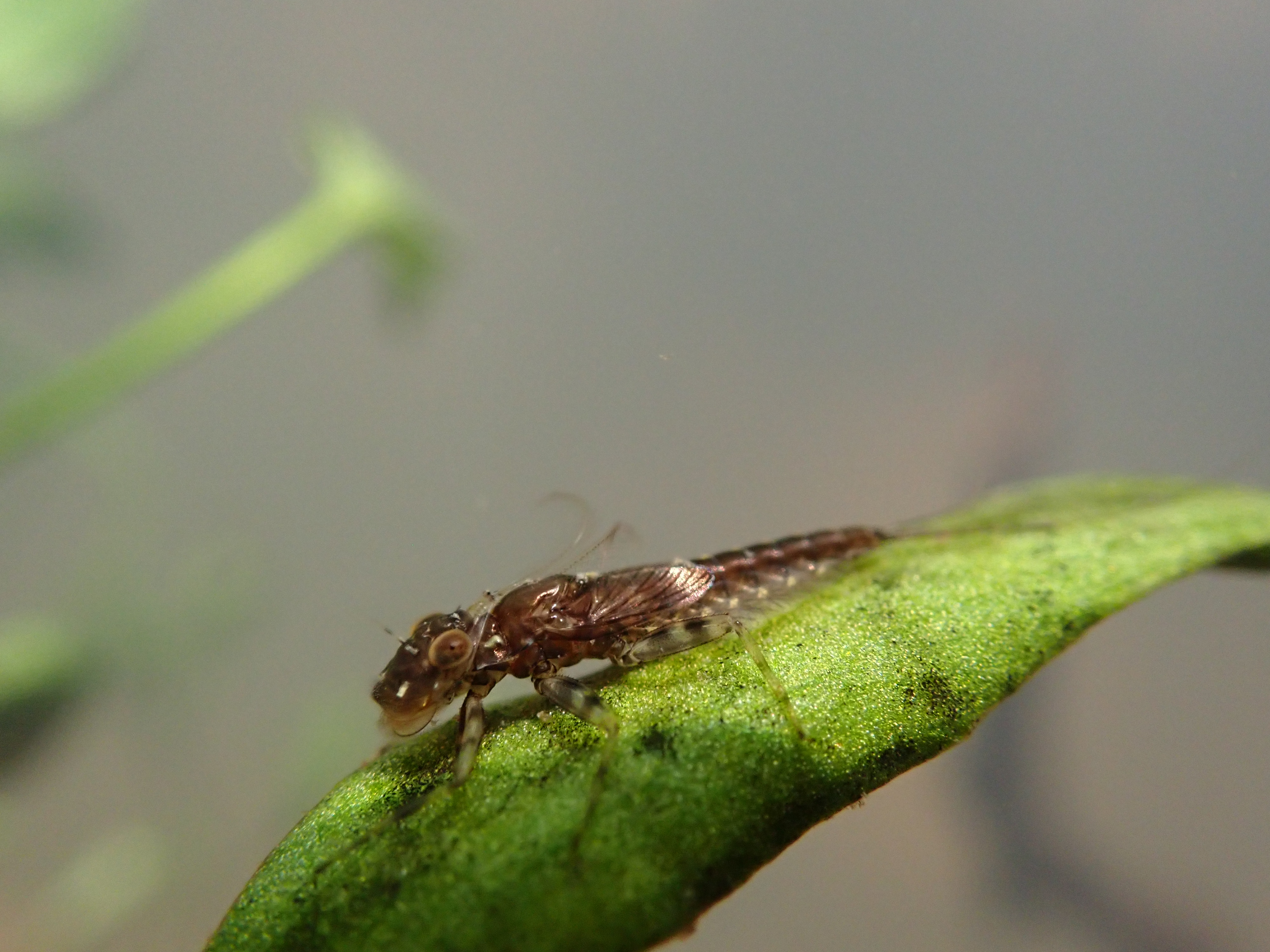
Larve d'Arthoplea congener prise dans son milieu de vie, sur un feuille d'Alisma, dans un ruisseau en France, Jura 39. Noter les palpes maxillaires déployés

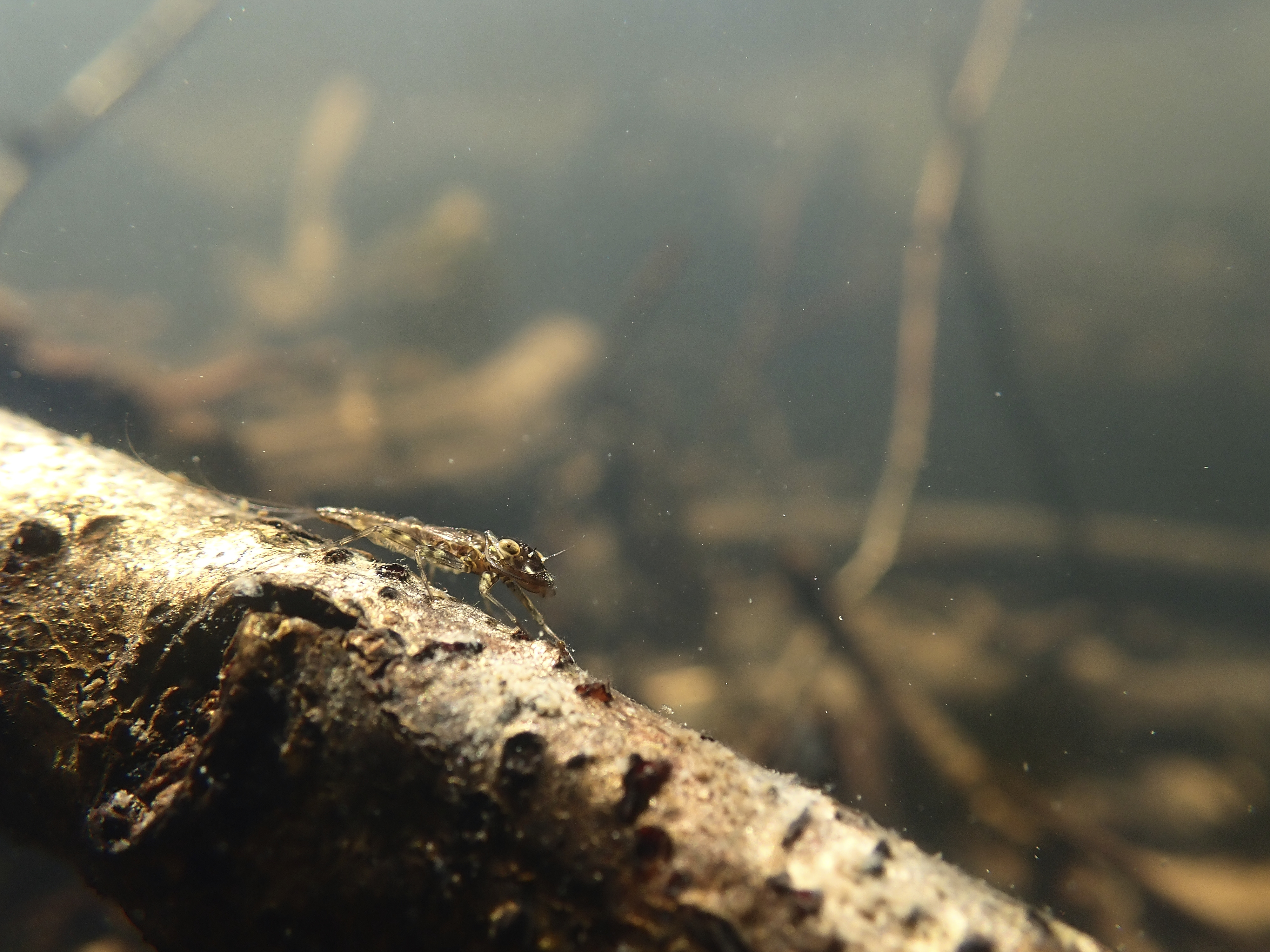
Larve d'Arthoplea congener prise dans son milieu de vie, sur une branche morte, dans un ruisseau en France, Jura 39.

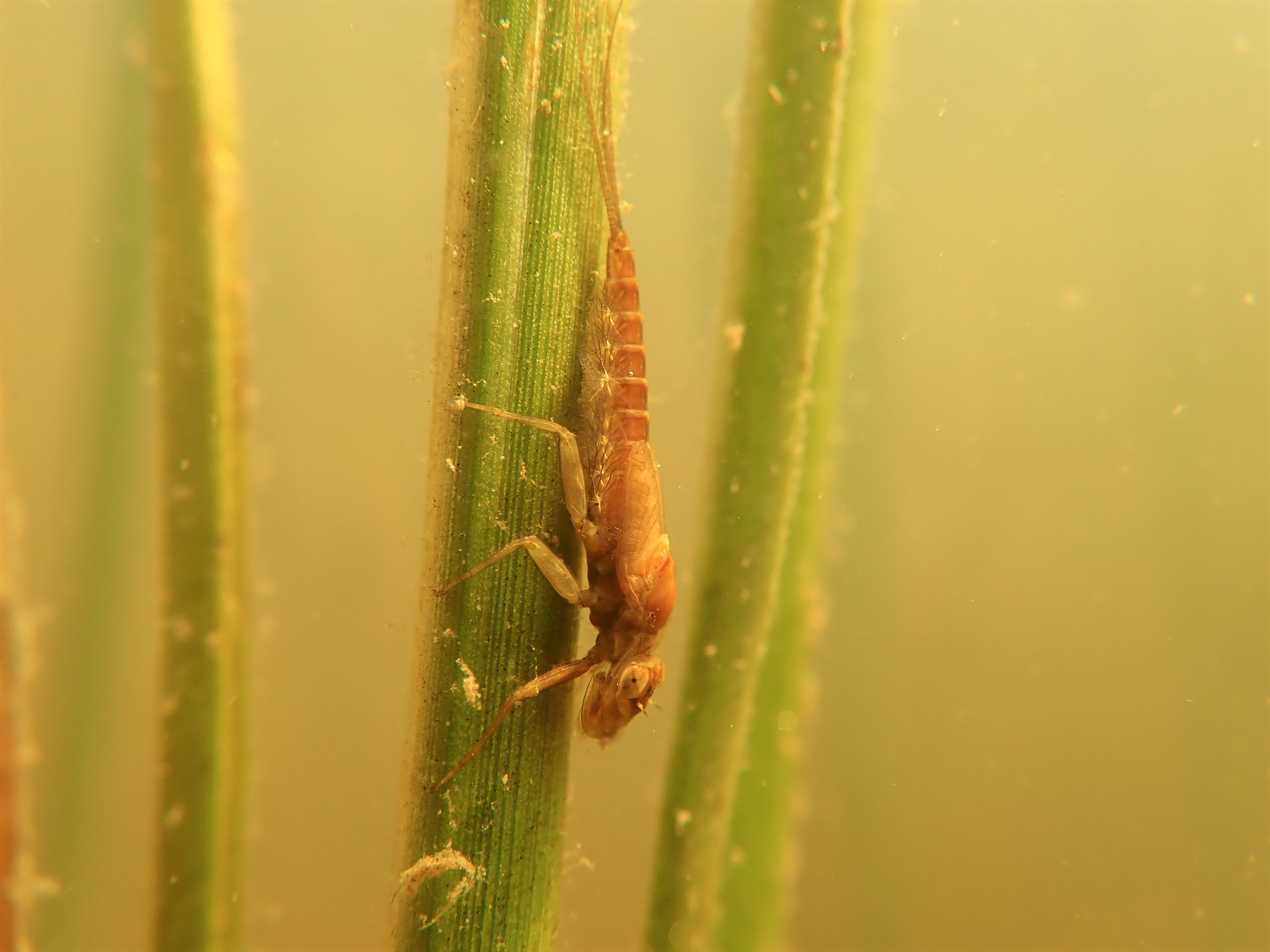
Larve d'Arthoplea congener prise dans son milieu de vie, sur un feuille de carex dans un étang en France, Jura 39.

Arthroplea congener est une espèce d'insectes de l'ordre des éphéméroptères et de la famille des Arthropleidae.